# Härkösaari (ö i Norra Karelen, Joensuu, lat 62,94, long 29,91)
Härkösaari är en ö i Finland. Den ligger i sjön Ripulinjärvi och i kommunen Kontiolax i den ekonomiska regionen  Joensuu ekonomiska region  och landskapet Norra Karelen, i den sydöstra delen av landet, 400 km nordost om huvudstaden Helsingfors. Öns area är 0,9 hektar och dess största längd är 180 meter i öst-västlig riktning.